# 1763
1763 (MDCCLXIII) a fost un an obișnuit al calendarului gregorian, care a început într-o zi de vineri.

## Evenimente
- Capitala Braziliei este mutată de la Salvador la Rio de Janeiro.
- Începe al doilea val de colonizare germană în Banat, sub împărăteasa Maria Tereza.
- Pacea de la Hubertusburg. Tratat încheiat între Prusia și Austria, care a pus capăt Războiului de șapte ani din Germania.

## Nașteri
- 26 ianuarie: Carol XIV Ioan (n. Jean Baptiste Bernadotte), rege al Suediei (d. 1844)
- 23 iunie: Josephine de Beauharnais, prima soție a lui Napoleon Bonaparte și împărăteasă a Franței (d. 1814)
- 11 august: Luise Eleonore de Hohenlohe-Langenburg, ducesă și regentă de Saxa-Meiningen (d. 1837)

## Decese
- 12 februarie: Pierre de Marivaux, 75 de ani, scriitor francez (n. 1688)
- 26 februarie: Frederic, Margraf de Brandenburg-Bayreuth, 51 ani (n. 1711)